# Europese kampioenschappen schaatsen 1990
De Europese kampioenschappen schaatsen 1990 werden op 19, 20 en 21 januari 1990 gereden in de ijshal Thialf te Heerenveen. Dit was het eerste Europees kampioenschap waarbij de mannen en vrouwen op dezelfde baan tegelijk streden om de titel.
Titelverdedigers waren de Europees kampioen van 1989 in Göteborg, Leo Visser, en de Europees kampioene van 1989 in West-Berlijn, Gunda Niemann.
De Duitse Gunda Niemann prolongeerde haar titel en de Nederlander Bart Veldkamp won zijn enige Europees kampioenschap.
| Programma                                            | Programma                                               | Programma                              |
| vrijdag 19 januari                                   | zaterdag 20 januari                                     | zondag 21 januari                      |
| ---------------------------------------------------- | ------------------------------------------------------- | -------------------------------------- |
| 500 meter mannen 500 meter vrouwen 5000 meter mannen | 1500 meter vrouwen 1500 meter mannen 3000 meter vrouwen | 5000 meter vrouwen 10.000 meter mannen |

## Mannen

### Eindklassement
| Rang   | Schaatser          | Land                           | Punten  | 500 m       | 5000 m       | 1500 m        | 10.000 m      |
| ------ | ------------------ | ------------------------------ | ------- | ----------- | ------------ | ------------- | ------------- |
| Goud   | Bart Veldkamp      | Nederland                      | 160,110 | 38,88 (15)  | 6.45,66      | 1.55,83 (8)   | 14.01,08      |
| Zilver | Tomas Gustafson    | Zweden                         | 160,347 | 38,10 (4)   | 6.56,06 (9)  | 1.54,04       | 14.12,57 (6)  |
| Brons  | Leo Visser         | Nederland                      | 160,504 | 38,99 (16)  | 6.49,51 (4)  | 1.54,65       | 14.06,95 (4)  |
| 4      | Johann Olav Koss   | Noorwegen                      | 160,534 | 38,63 (11)  | 6.49,11      | 1.54,93 (4)   | 14.13,66 (7)  |
| 5      | Ben van der Burg   | Nederland                      | 160,744 | 38,40 (8)   | 6.50,31 (5)  | 1.54,00       | 14.26,27 (9)  |
| 6      | Michael Hadschieff | Oostenrijk                     | 161,086 | 37,90       | 6.53,20 (6)  | 1.55,48 (6)   | 14.27,47 (10) |
| 7      | Roberto Sighel     | Italië                         | 161,139 | 38,56 (10)  | 6.54,97 (8)  | 1.55,67 (7)   | 14.10,52 (5)  |
| 8      | Thomas Bos         | Nederland                      | 161,331 | 38,79 (12)  | 6.54,51 (7)  | 1.56,82 (12)  | 14.03,01      |
| 9      | Geir Karlstad      | Noorwegen                      | 161,694 | 39,49 (19)  | 6.49,12      | 1.57,06 (14)  | 14.05,45      |
| 10     | Peter Adeberg      | Duitse Democratische Republiek | 163,230 | 37,91       | 7.01,11 (32) | 1.55,33 (5)   | 14.55,33 (16) |
| 11     | Markus Tröger      | West-Duitsland                 | 163,945 | 39,06 (17)  | 6.59,87 (11) | 1.57,24 (15)  | 14.36,36 (11) |
| 12     | Ildar Garajev      | Sovjet-Unie                    | 164,038 | 38,85 (14)  | 7.02,25 (14) | 1.56,09 (9)   | 14.45,34 (13) |
| 13     | Georg Herda        | West-Duitsland                 | 165,214 | 38,55 (9)   | 7.05,49 (16) | 1.58,31 (17)  | 14.53,58 (15) |
| 14     | Jaromir Radke      | Polen                          | 165,409 | 41,26 (28)  | 6.58,60 (10) | 1.58,36 (18)  | 14.16,73 (8)  |
| 15     | Michael Spielmann  | Duitse Democratische Republiek | 165,776 | 39,53 (20)  | 7.02,75 (15) | 1.59,64 (21)  | 14.41,83 (12) |
| 16     | Christian Eminger  | Oostenrijk                     | 166,240 | 40,03 (23)  | 7.01,36 (13) | 1.58,66 (19)  | 14.50,42 (14) |
| NC17   | Yuri Shulga        | Sovjet-Unie                    | 119,909 | 38,19 (7)   | 7.08,19 (19) | 1.56,70 (11)  |               |
| NC18   | Ådne Søndrål       | Noorwegen                      | 120,011 | 38,12 (5)   | 7.10,68 (23) | 1.56,47 (10)  |               |
| NC19   | Nikolaj Radtsjenko | Sovjet-Unie                    | 120,050 | 38,17 (6)   | 7.06,80 (18) | 1.57,60 (16)  |               |
| NC20   | Nikolaj Goeljajev  | Sovjet-Unie                    | 120,427 | 37,76       | 7.17,14 (26) | 1.56,86 (13)  |               |
| NC21   | Hubert Kreutz      | Oostenrijk                     | 122,932 | 39,39 (18)  | 7.13,39 (24) | 2.00,61 (24)  |               |
| NC22   | Rudi Jeklic        | West-Duitsland                 | 123,048 | 40,63 (25)  | 7.06,45 (17) | 1.59,32 (20)  |               |
| NC23   | Jiří Kyncl         | Tsjecho-Slowakije              | 124,175 | 41,02 (27)  | 7.08,55 (20) | 2.00,90 (25)  |               |
| NC24   | Timo Järvinen      | Finland                        | 124,235 | 40,61 (24)  | 7.16,95 (25) | 1.59,79 (22)  |               |
| NC25   | Uwe Tonat          | Duitse Democratische Republiek | 124,349 | 40,73 (26)  | 7.09,99 (22) | 2.01,86 (27)  |               |
| NC26   | Fabio Monti        | Italië                         | 125,297 | 38,80 (13)  | 7.37,11 (30) | 2.02,36 (29)  |               |
| NC27   | Ilkka Rahnasto     | Finland                        | 125,393 | 39,81 (21)  | 7.28,60 (29) | 2.02,17 (28)  |               |
| NC28   | Zsolt Zakarias     | Oostenrijk                     | 132,403 | 39,94 (22)  | 7.09,10 (21) | 2.28,66 (31f) |               |
| NC29   | Behudin Merdovic   | Joegoslavië                    | 134,548 | 42,26 (29)  | 8.09,35 (31) | 2.10,06 (30)  |               |
| NC30   | Bruno Milesi       | Italië                         | 136,226 | 52,27 (30f) | 7.18,83 (27) | 2.00,22 (23)  |               |
| DQ1    | Notker Ledergerber | Zwitserland                    | 84,520  | 39,98 (DQ)  | 7.20,70 (28) | 2.01,35 (26)  |               |

## Vrouwen

### Deelname
De vijftiende editie voor de vrouwen werd voor de vijfde keer, na 1970, 1981, 1982 en 1983, in Heerenveen verreden. Het was voor de eerste keer in een overdekt Thialf. Achtentwintig deelneemsters uit twaalf landen namen aan dit kampioenschap deel. Elf landen, Nederland (4), Noorwegen (4), DDR (4), Sovjet-Unie (4), Finland (2), Italië (2), Polen (2), Oostenrijk (1), Tsjecho-Slowakije (1), West-Duitsland (1) en Zweden (1), waren ook vertegenwoordigd op het EK in 1989. Joegoslavië (1) nam na 1986, 1987 en 1988 voor de vierde keer deel. Hongarije in 1989 nog present, ontbrak dit jaar. Tien vrouwen debuteerden op dit kampioenschap.
Voor het tweede opeenvolgende jaar bestond het erepodium volledig uit Oost-Duitse vrouwen. Jacqueline Börner (tweede) en Heike Schalling (derde) flankeerden hun landgenote Niemann op het erepodium, die net als Andrea Mitscherlich in 1987 en 1988 alle vier de afstanden won.
Van het Nederlandse kwartet vrouwen eindigden twee deelneemsters in de top tien. Herma Meijer werd vijfde, en debutante Hanneke de Vries op plaats tien. De eveneens debutanten Jolanda Grimbergen en Sandra Voetelink sloten het kampioenschap respectievelijk op de dertiende en zeventiende plaats af.

### Afstandmedailles
Van de Nederlandse delegatie behaalde Herma Meijer de zilveren medaille en Sandra Voetelink de bronzen medaille op de 500 meter. Svetlana Bojko behaalde brons op 3000 meter. De overige negen afstand medailles werden door de Oost-Duitse vrouwen behaald.
| Afstand | Goud                                    | Zilver                   | Brons             |
| ------- | --------------------------------------- | ------------------------ | ----------------- |
| 500m    | Gunda Kleemann                          | Herma Meijer             | Sandra Voetelink  |
| 1500m   | Gunda Kleemann Constanze Moser-Scandolo |                          | Jacqueline Börner |
| 3000m   | Gunda Kleemann                          | Constanze Moser-Scandolo | Svetlana Bojko    |
| 5000m   | Gunda Kleemann                          | Heike Schalling          | Jacqueline Börner |

### Eindklassement
Achter de namen staat tussen haakjes bij meervoudige deelname het aantal deelnames 
| Rang   | Schaatsster                     | Land                           | Punten  | 500 m      | 1500 m       | 3000 m       | 5000 m       |
| ------ | ------------------------------- | ------------------------------ | ------- | ---------- | ------------ | ------------ | ------------ |
| Goud   | Gunda Kleemann (3)              | Duitse Democratische Republiek | 170,622 | 40,79 (1)  | 2.05,91 (1)  | 4.20,32 (1)  | 7.24,76 (1)  |
| Zilver | Jacqueline Börner (4)           | Duitse Democratische Republiek | 173,333 | 41,48 (5)  | 2.05,95 (3)  | 4.25,68 (5)  | 7.35,90 (3)  |
| Brons  | Heike Schalling (6)             | Duitse Democratische Republiek | 174,766 | 43,11 (21) | 2.07,53 (4)  | 4.23,96 (4)  | 7.31,53 (2)  |
| 4      | Svetlana Bojko (2)              | Sovjet-Unie                    | 175,672 | 43,10 (19) | 2.08,84 (8)  | 4.23,95 (3)  | 7.36,35 (4)  |
| 5      | Herma Meijer (2)                | Nederland                      | 175,706 | 41,26 (2)  | 2.08,59 (7)  | 4.30,98 (12) | 7.44,20 (10) |
| 6      | Irina Bogatova (3)              | Sovjet-Unie                    | 176,119 | 41,52 (6)  | 2.08,98 (10) | 4.30,56 (9)  | 7.45,13 (11) |
| 7      | Ljoedmila Prokasjeva            | Sovjet-Unie                    | 176,429 | 41,89 (9)  | 2.10,02 (16) | 4.30,78 (10) | 7.40,69 (8)  |
| 8      | Jelena Tjoesjnjakova-Gonsjarova | Sovjet-Unie                    | 176,634 | 41,39 (4)  | 2.08,27 (6)  | 4.32,17 (13) | 7.51,27 (13) |
| 9      | Elena Belci-Dal Farra (5)       | Italië                         | 176,671 | 42,61 (14) | 2.09,14 (11) | 4.29,69 (8)  | 7.40,67 (7)  |
| 10     | Hanneke de Vries                | Nederland                      | 176,795 | 43,46 (22) | 2.09,41 (13) | 4.27,20 (6)  | 7.36,66 (5)  |
| 11     | Jasmin Krohn (6)                | Zweden                         | 177,628 | 43,07 (18) | 2.08,89 (9)  | 4.32,25 (14) | 7.42,20 (9)  |
| 12     | Emese Nemeth-Hunyady (6)        | Oostenrijk                     | 177,723 | 42,08 (10) | 2.08,26 (5)  | 4.30,81 (11) | 7.57,55 (14) |
| 13     | Jolanda Grimbergen              | Nederland                      | 177,964 | 42,55 (12) | 2.09,79 (15) | 4.33,65 (16) | 7.45,43 (12) |
| 14     | Else Ragni Yttredal (3)         | Noorwegen                      | 178,376 | 41,84 (8)  | 2.09,14 (11) | 4.33,43 (15) | 7.59,19 (15) |
| 15     | Petra Becker (3)                | West-Duitsland                 | 179,090 | 44,26 (25) | 2.11,88 (22) | 4.29,05 (7)  | 7.40,29 (6)  |
| DQ4    | Constanze Moser-Scandolo (3)    | Duitse Democratische Republiek | 127,518 | 41,77 (7)  | 2.05,91 (1)  | 4.22,67 (2)  | 7.34,31 (DQ) |
| NC17   | Sandra Voetelink                | Nederland                      | 131,711 | 41,36 (3)  | 2.10,49 (17) | 4.41,13 (22) |              |
| NC18   | Heidi Skjeggestad               | Noorwegen                      | 132,023 | 42,79 (16) | 2.09,76 (14) | 4.35,88 (19) |              |
| NC19   | Ewa Borkowska (2)               | Polen                          | 132,046 | 42,58 (13) | 2.10,77 (18) | 4.35,26 (17) |              |
| NC20   | Anja Mischke                    | West-Duitsland                 | 132,551 | 42,76 (15) | 2.10,91 (19) | 4.36,93 (21) |              |
| NC21   | Anette Tønsberg                 | Noorwegen                      | 132,729 | 43,10 (19) | 2.11,23 (21) | 4.35,32 (18) |              |
| NC22   | Minna Nystedt (6)               | Noorwegen                      | 133,368 | 43,67 (23) | 2.11,11 (20) | 4.35,97 (20) |              |
| NC23   | Agata Zdrojek                   | Polen                          | 133,491 | 42,21 (11) | 2.12,35 (23) | 4.42,99 (23) |              |
| NC24   | Jaana Kivipelto (2)             | Finland                        | 134,397 | 42,90 (17) | 2.12,83 (24) | 4.43,33 (24) |              |
| NC25   | Elke Felicetti (2)              | Italië                         | 136,804 | 44,04 (24) | 2.15,38 (25) | 4.45,83 (25) |              |
| NC26   | Susanna Kantanen                | Finland                        | 139,363 | 44,93 (27) | 2.18,07 (26) | 4.50,46 (26) |              |
| NC27   | Ida Stárková (2)                | Tsjecho-Slowakije              | 142,345 | 44,80 (26) | 2.21,87 (27) | 5.01,53 (27) |              |
| NC28   | Bibija Kerla (4)                | Joegoslavië                    | 147,691 | 45,22 (28) | 2.27,48 (28) | 5.19,87 (28) |              |

vet = kampioenschapsrecord